# Ratusz w Tel Awiwie
Ratusz w Tel Awiwie (hebr. בית עיריית תל אביב, Binjan irijat Tel Awiw) – budynek stojący przy Placu Rabina pełniący funkcję ratusza Tel Awiwu.
Ratusz jest usytuowany przy Placu Rabina, w osiedlu Cafon Jaszan. Na północ od ratuszu znajduje się wieżowiec Gan HaYir Tower z położonym przy nim parkiem miejskim. Wieżowiec jest połączony z ratuszem.

## Historia

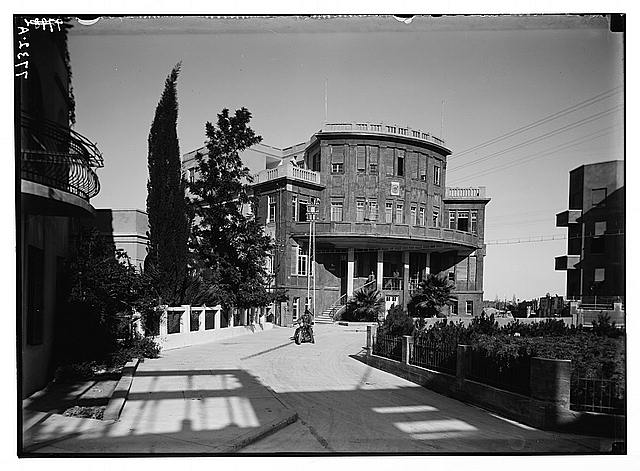
Dawny ratusz miejski w Tel Awiwie

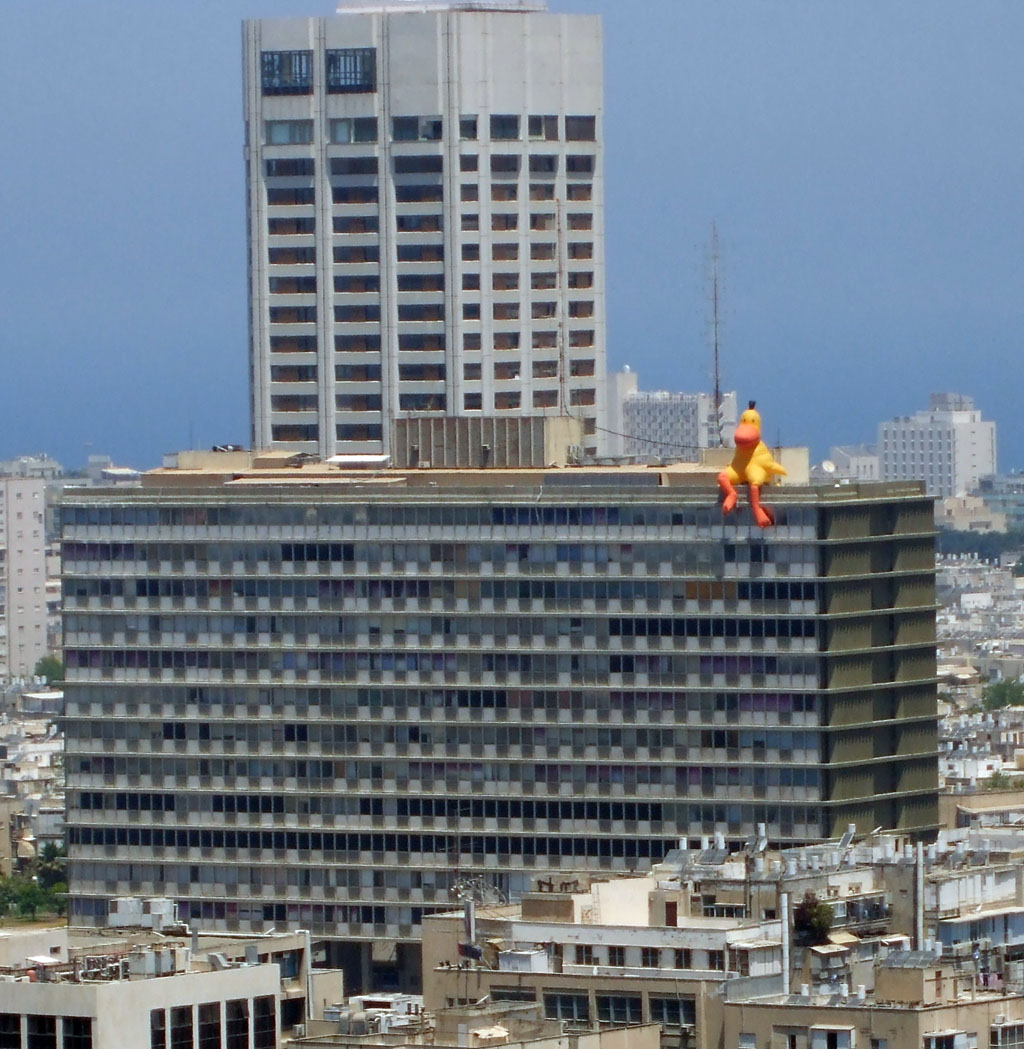
Nadmuchiwana kaczka na dachu ratuszu w Tel Awiwie

Władze miejskie Tel Awiwu początkowo miały swoją siedzibę w pomieszczeniach wieży ciśnień przy Rothschild Boulevard.
W 1928 zakupiono budynek hotelu przy ulicy Bialika 27, który przystosowano do potrzeb ratusza. Przez następnych czterdzieści lat biura miejskie mieściły się właśnie w tym budynku. Jednak potrzeby szybko rozrastającego się miasta przerosły możliwości tego niewielkiego budynku. Z tego powodu podjęto decyzję budowy nowego ratusza miejskiego.
Budynek został zaprojektowany w latach 50. XX wieku przez architekta Menachema Kohena, w stylu architektonicznym brutalizmu – nurt późnego modernizmu powstały w końcu lat 40. XX wieku. Projekt wybrano w 1957.
Ratusz miał powstać przy największym miejskim placu, który miał pełnić funkcje centralnego punktu dla imprez, zlotów, pokazów, festiwali i uroczystości państwowych odbywających się w mieście. Nad tym placem miała górować bryła nowoczesnego ratusza. Przebieg uroczystości politycy mogli obserwować z najwyższych pięter budynku. Według pierwotnego planu, wejście do ratuszu miało znajdować się od strony placu. Jednak wejście to jest rzadko używane (głównie z powodu problemów z dostępem dla osób niepełnosprawnych) i rolę głównego wejścia do ratuszu pełni wejście od strony ulicy Gabirol.

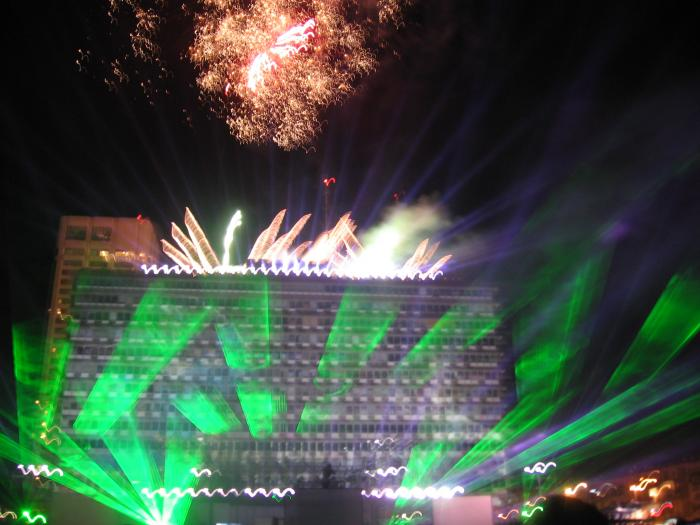
Uroczystości niepodległości Państwa Izraela

Przenosiny urzędów do nowego ratuszu trwały od 1966 do 1968. Nowy ratusz nie jest jednak własnością władz miejskich Tel Awiwu, lecz jest wynajmowany. Obecnie trwają przygotowania do gruntownej modernizacji ratusza, w tym rozważane są plany budowy podziemnego parkingu.
15 kwietnia 2008 grupa izraelskich artystów, za zgodą władz miejskich, umieściła na dachu ratuszu wielką nadmuchiwaną lalkę w kształcie kaczki. 3 października kaczkę zdjęto.